# Nightride
Nightride é um álbum digital e segundo álbum da cantora e compositora americana Tinashe, lançado em 4 de novembro de 2016 através da RCA Records. O primeiro single do álbum, "Company" foi lançado em 16 de setembro de 2016. O álbum acompanha as faixas promocionais "Ride of Your Life" e "Party Favors", esta última que, diferente da versão single, não possui a participação de Young Thug. O álbum é a primeira parte de um álbum duplo, que será completado com o lançamento do Joyride em 2018.

## Alinhamento de faixas
| Edição padrão  |                                         |                                                            |                                 |         |  |
| N.º            | Título                                  | Compositor(es)                                             | Produtor(es)                    | Duração |  |
| 1.             | "Lucid Dreaming"                        | Tinashe Kachingwe                                          |                                 | 4:29    |  |
| 2.             | "C'est la vie"                          | Kachingwe                                                  |                                 | 3:35    |  |
| 3.             | "Sunburn"                               | Kachingwe                                                  |                                 | 3:59    |  |
| 4.             | "Binaural Test" (interlude)             | Kachingwe                                                  |                                 | 0:14    |  |
| 5.             | "Sacrifices"                            | Kachingwe Leland Wayne Latasha Williams                    | Metro Boomin                    | 4:14    |  |
| 6.             | "Company"                               | Terius Nash                                                | The-Dream                       | 4:25    |  |
| 7.             | "Soul Glitch"                           | Kachingwe                                                  | Tinashe Dpat                    | 4:11    |  |
| 8.             | "You Don't Know Me"                     | Kachingwe                                                  |                                 | 3:15    |  |
| 9.             | "Spacetime"                             | Kachingwe                                                  | Stephen Spencer                 | 4:12    |  |
| 10.            | "High Speed Chase" (interlude)          | Kachingwe                                                  | King Kachingwe                  | 1:10    |  |
| 11.            | "Ride of Your Life"                     | Kachingwe Bobby Brackins Wayne Williams                    | Metro Boomin                    | 3:30    |  |
| 12.            | "Party Favors"                          | Kachingwe Carlo Montagnese Allen Ritter Anderson Hernandez | Illangelo Ritter Vinylz Boi-1da | 4:08    |  |
| 13.            | "You Can Stay Here Tonight" (interlude) | Kachingwe Joel Compass                                     |                                 | 0:14    |  |
| 14.            | "Touch Pass"                            | Kachingwe Compass Rosina Russell                           | Wolf Cousins                    | 4:43    |  |
| 15.            | "Ghetto Boy"                            | Kachingwe Devonte Hynes Scott Hoffman Nicola Roberts       | Hynes                           | 5:03    |  |
| Duração total: | Duração total:                          | Duração total:                                             | Duração total:                  | 51:32   |  |